# Sylvia Deloy

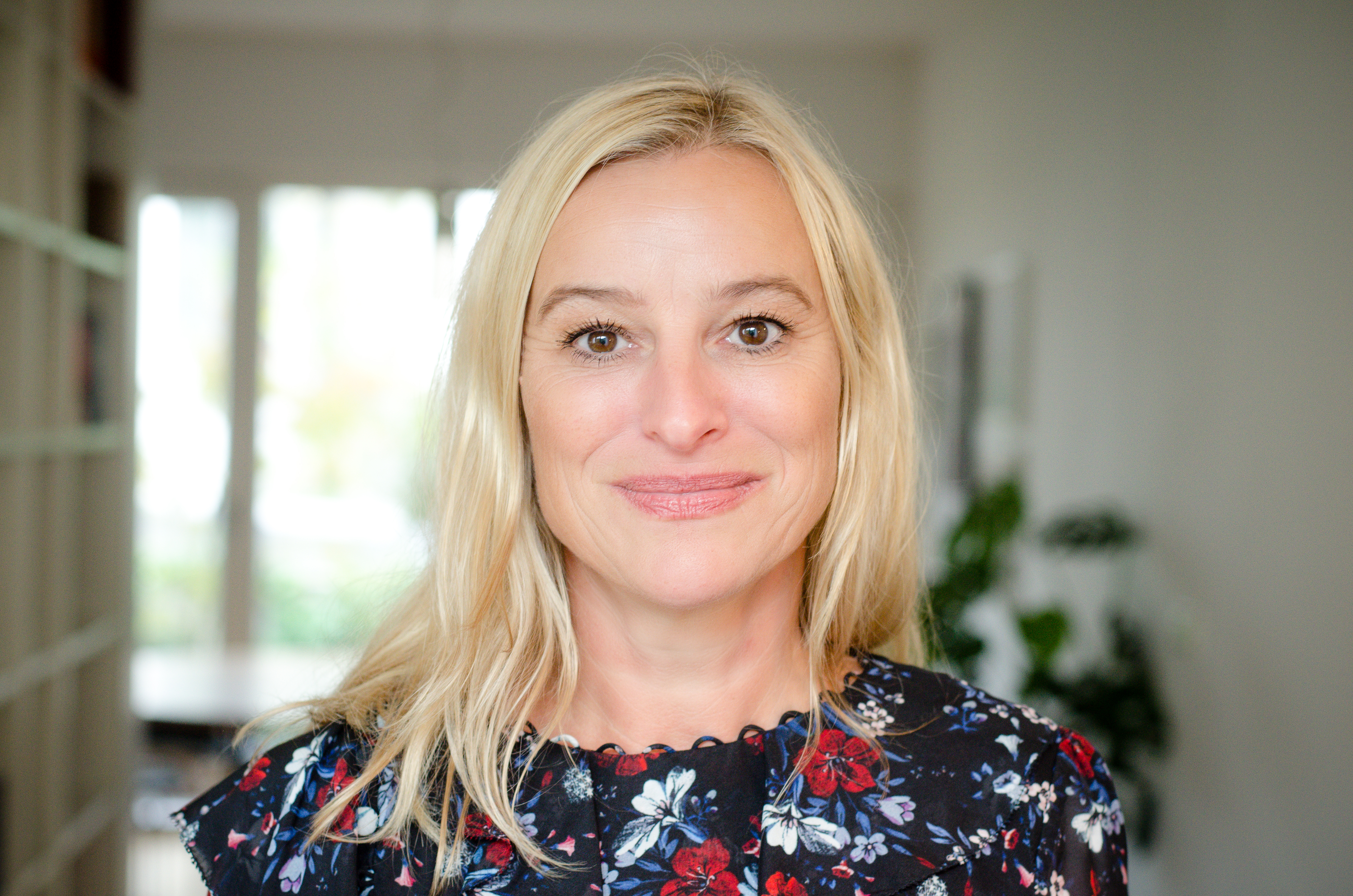
Sylvia Deloy

Sylvia Deloy (* 1967) ist eine deutsche Schriftstellerin und Drehbuchautorin.

## Leben
Sylvia Deloy stammt aus Niedersachsen und studierte Kommunikationswissenschaft, Germanistik und Marketing. Sie arbeitete als Redakteurin und Autorin für Fernsehsendungen und schrieb Drehbücher und Skripte für Comedy-Serien, darunter die Gilmore Girls und Mein Leben und ich. 1999 erhielt sie gemeinsam mit einer Co-Autorin den zweiten Preis des Sat.1-Drehbuch-Wettbewerbs. Im Jahr 2008 trug sie im Rahmen der Romanreihe McLeods Töchter (als Ergänzung zur gleichnamigen Fernsehserie) die Folge Verborgene Gefühle bei.
Ihr erster Liebesroman für Jugendliche, Sterne, Stress und Kussalarm, erschien 2011 bei Rowohlt. Anfang 2020 veröffentlichte sie den Roman Das Glück ist zum Greifen da bei Bastei Lübbe. Im Dezember 2020 erschien ihr zweiter Roman bei diesem Verlag. Er trägt den Titel Auch die große Liebe fängt mal klein an. Im Januar 2022 folgte der Titel Gemeinsam ist man besser dran. Unter ihrem Pseudonym Isabell Schönhoff veröffentlichte sie 2023 den ersten Teil von drei Bänden der Familiensaga "Das Erbe der Greiffenbergs – Gegen den Wind" – ebenfalls im Lübbe-Verlag. Im Januar 2023 folgte der zweite Teil mit dem Untertitel "Zu neuen Ufern".
Sylvia Deloy ist verheiratet, hat zwei Kinder und lebt mit ihrer Familie in Köln.

## Publikationen
- Verborgene Gefühle (= McLeods Töchter). Vgs Egmont, Köln 2008, ISBN 978-3-8025-1770-9.
- Sterne, Stress und Kussalarm. Rowohlt-Taschenbuch-Verlag, Reinbek bei Hamburg 2011, ISBN 978-3-499-21604-6.
- Das Glück ist zum Greifen da. Bastei Lübbe, Köln 2020, ISBN 978-3-404-17921-3.
- Auch die große Liebe fängt mal klein an. Bastei Lübbe, Köln 2020, ISBN 978-3-404-18353-1.
- Gemeinsam ist man besser dran. Bastei-Lübbe, Köln 2022, ISBN 978-3-404-18545-0 (352 S.).

Erschienen unter Isabell Schönhoff
- Das Erbe der Greiffenbergs – Gegen den Wind. Bastei Lübbe, Köln, 2023, ISBN 978-3-7857-2845-1
- Das Erbe der Greiffenbergs – Zu neuen Ufern. Bastei Lübbe, Köln, 2024, ISBN 978-3-7857-2862-8